# Navor Rojas Mancera
Navor Alberto Rojas Mancera (Puebla de Zaragoza, Puebla, 12 de julio de 1963) es un político mexicano, miembro del partido Movimiento Regeneración Nacional (Morena). Ha sido diputado federal y actualmente senador para el periodo que concluye en 2024.

## Biografía
Es licenciado en Ciencias Políticas y Administración Pública egresado de la Universidad Nacional Autónoma de México, tiene estudios de diplomado en Derecho Electoral en el Tribunal Superior de Justicia de Hidalgo y de Quehacer Legislativo por el Colegio de Hidalgo.
Se ha desempeñado como columnista y locutor en diversos medios de comunicación, sobre todo en temas políticos. Se desempeñó como secretario general del ayuntamiento de Tulancingo y como regidor del ayuntamiento de Pachuca de Soto.
En 2018 fue postulado y elegido senador suplente en segunda fórmula, siendo el senador propietario Julio Menchaca Salazar para el periodo correspondiente de 2018 a 2024 que corresponde a las Legislaturas LXIV y LXV. En 2021 fue elegido diputado federal por el Distrito 7 de Hidalgo a la LXV Legislatura que culminaría en 2024; en dicha legislatura ocupó los cargos de secretario de la comisión sobre la Reforma Político - Electoral; y de integrante de las comisiones de Desarrollo y Conservación Rural; de Agrícola y Autosuficiencia Alimentaria; y, de Educación.
Sin embargo, el 14 de febrero de 2022 solicitó y obtuvo licencia al cargo de diputado, para tomar protesta, al día siguiente, como senador en sustitución de Julio Menchaca, quien a su vez dejó la senaduría para ser candidato de Morena a Gobernador de Hidalgo. En el Senado, es secretario de la comisión de Marina; e integrante de las comisiones de Agricultura, Ganadería, Pesca y Desarrollo Rural; de Educación; de Gobernación; y, de Justicia.